# Шортер (Алабама)
Шортер (енгл. Shorter) град је у америчкој савезној држави Алабама. По попису становништва из 2010. у њему је живело 474 становника.

## Демографија
Према попису становништва из 2010. у граду је живело 474 становника, што је 119 (33,5%) становника више него 2000. године.
| Група             | 2000.       | 2010.       |
| Белци             | 58 (16,3%)  | 88 (18,6%)  |
| Афроамериканци    | 290 (81,7%) | 377 (79,5%) |
| Азијати           | 0 (0,0%)    | 3 (0,6%)    |
| Хиспаноамериканци | 0 (0,0%)    | 5 (1,1%)    |
| Укупно            | 355         | 474         |